# Lusitana Paixão (canção)
"Lusitana paixão" foi a canção que representou a televisão pública portuguesa RTP no  Festival Eurovisão da Canção 1991, interpretada em português por Dulce Pontes. Foi a 12.ª canção a ser interpretada na noite do evento, a seguir à canção irlandesa "Could it be that I´m in love" , cantada por Kim Jackson e antes da canção dinamarquesa  "Lige der hvor hjertet slår", interpretada por Anders Frandsen. A canção portuguesa terminou em 8.º lugar (entre 22 países participantes), tendo recebido 62 pontos. 

## Autores
- Letra: Fred Micaelo, José da Ponte
- Música: Jorge Quintela, José da Ponte
- Orquestração e Direção: Fernando Correia Martins

## Letra
A canção é uma balada, com Dulce cantando sobre o fado, música tradicional de Portugal.  Ela canta que o fado é uma música triste, que dá muita importância à saudade e ao "amor pelo passado". Ao longo da canção, Dulce Pontes explica que é um estilo de canção perfeita para os seus sentimentos, que " não me faz arrepender". 